# Temple mormon d'Oklahoma City
Le temple mormon d’Oklahoma City est un temple de l’Église de Jésus-Christ des saints des derniers jours situé à Oklahoma City, dans l’État de l’Oklahoma, aux États-Unis. Il a été inauguré le 23 juillet 2000.